# Devin Hester
Devin Hester (Riviera Beach, 4 novembre 1982) è un ex giocatore di football americano statunitense che ha militato nei ruoli di wide receiver e specialista nei ritorni nella National Football League (NFL). Fu scelto dai Chicago Bears nel corso del secondo giro (57º assoluto) del Draft NFL 2006. Al college ha giocato a football a Miami.
Hester detiene i record di tutti i tempi per numero totale di touchdown segnati su ritorni in totale (kickoff più punt) e su punt. È stato introdotto nella Pro Football Hall of Fame nel 2024.

## Carriera professionistica

### Chicago Bears

#### Stagione 2006
Hester fu selezionato nel secondo giro del Draft 2006 dai Bears. La squadra originariamente scelse Hester per farlo giocare come cornerback ma in seguito decisero di utilizzarlo come specialista nei ritorni dopo il ritiro di Jerry Azumah e la partenza di Bobby Wade. La decisione di scegliere Hester fu inizialmente criticata dai tifosi e dagli analisti sportivi, i quali credevano che i Bears avrebbero speso le scelse dei primi giri in giocatori offensivi.
In tredici gara disputate nella sua prima stagione da professionista, Hester segnò ben sei touchdown su ritorni, compreso uno su un ritorno da un punt nella sua gara di debutto NFL e pareggiando l'allora record di lunghezza di 108 yard per un touchdown originato da un field goal mancato contro i New York Giants. Egli inoltre ritornò un punt per 83 yard segnando il touchdown della vittoria sugli Arizona Cardinals in rimonta e altre due TD li mise a segno su due ritorni da kickoff in una gara contro i St. Louis Rams. Dopo il record stabilito nella settimana 14, le squadre avversarie usarono speciali cautele durante i ritorni di Hester su kickoff. Durante i playoff, Hester ritornò un punt in un momento cruciale della partita contro i Seattle Seahawks ma la giocata fu annullata a causa di un'infrazione commessa in fase di blocco. Malgrado ciò, i Bears vinsero entrambe le partite dei playoff della NFC avanzando fino al Super Bowl XLI contro gli Indianapolis Colts. Egli iniziò la gara alla grande per i Bears ritornando il calcio d'inizio in un touchdown. Tale impresa capitò per la prima volta nella storia del Super Bowl e diventò la più veloce segnatura nella storia della grande partita (primato superato nel Super Bowl XLVIII dai Seattle Seahawks che si portarono in vantaggio con una safety dopo 12 secondi). Dopo tale kickoff, i Colts non calciarono più il pallone in direzione di Hester, limitando notevolmente le capacità offensive sui ritorni dei Bears.
Hester nel 2006 vinse tre volte il premio di miglior giocatore degli special team della NFC della settimana e fu convocato per il Pro Bowl 2007. Dopo la fine della stagione 2006, egli fu nominato miglior giocatore assoluto della NFC del mese di dicembre e giunse in finale per il premio di miglior rookie offensivo della stagione. Inoltre fu inserito nella formazione ideale della stagione All-Pro con 48 voti e mezzo, finendo dietro solamente a LaDainian Tomlinson, Champ Bailey e Jason Taylor come voti totali. Nella stagione 2006 segnò 3 touchdown per 600 yard su 47 punt ritornati e 2 touchdown per 528 yard su venti kickoff ritornati, facendone il ritornare più produttivo della lega. Pur senza aver preso parte ad alcuno snap offensivo prima della settimana 14, Hester fu il secondo miglior marcatore dei Bears dietro il kicker Robbie Gould. Come nota negativa, Hester a volte faticò a controllare il pallone, giocando due partite con più di un fumble.
Molti fan credettero che la velocità di Hester e la sua precedente esperienza come wide receiver gli avrebbero fatto guadagnare un posto nell'attacco dei Bears, similmente a quanto successo al compagno Rashied Davis. Malgrado Lovie Smith avesse rigettato l'idea, egli fece giocare Hester come wide receiver in una giocata contro i Tampa Bay Buccaneers il 17 dicembre 2006. Hester attribuisce il suo talento al suo mentore, Deion Sanders, che lo aiutò a perfezionarsi nell'ambito dei ritorni. Sanders, un ex cornerback ritornatore di kickoff, si complimenta con Hester dopo ogni prestazione positiva. Ad ogni modo, Sanders rimproverò Hester per aver irriso un avversario durante il suo secondo touchdown su ritorno contro against i St. Louis Rams. Anche i suoi compagni di squadra e gli allenatori ripresero Hester. Dopo la stagione 2006, egli ricevette il Brian Piccolo Award, premio consegnato a un giocatore distintosi per la propria etica lavorativa.

#### Stagione 2007
Poco dopo la sconfitta nel Super Bowl XLI, Hester e l'allenatore degli Dave Toub trascorsero un significativo numero di ore a lavorare su nuove strategie e formazioni. Alla fine, Lovie Smith trasformò Hester in un wide receiver per incrementare il numero di ricezioni durante le partite. Hester, che originariamente giocò come wide receiver all'Università di Miami, fu inizialmente esitante riguardo al cambiamento di ruolo, dal momento che si augurava di seguire le orme di Deion Sanders. Alla fine, lo staff di allenatori dei Bears riuscì a persuadere Hester ad effettuare il cambiamento nel corso dell'estate. Nel periodo che intercorse tra le due stagioni, Hester vinse il premio di Best Breakthrough Athlete agli ESPY Award.
Malgrado le regole NFL generalmente richiedano che i wide receiver indossino numeri tra il 10 e il 19 e tra l'80 e l'89, i giocatori che successivamente cambiano ruolo sono autorizzati a tenere il numero precedente, purché sia tra il 50 e il 79. A Hester fu concesso di conservare il numero 23, un numero normalmente usato dai cornerbacks, malgrado fosse fuori dall'intervallo 50-79. Insieme all'ex ricevitore dei Pittsburgh Steelers Dwight Stone (che indossò il numero 20 durante i suoi anni a Pittsburgh), Hester è uno degli unici due wide receiver ad aver indossato un numero tra il 20 e il 29 dopo che la NFL adottò una rigida uniformazione dei numeri nelle divise.

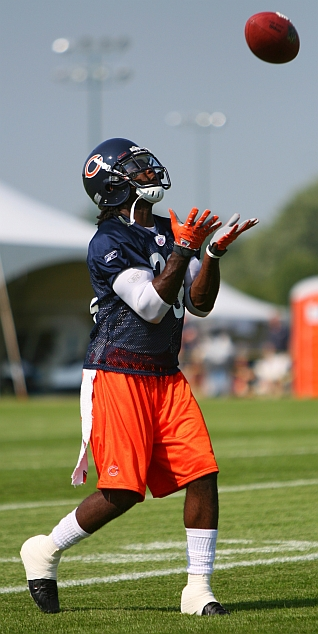
Devin Hester durante il training camp 2007.

Hester ritornò il primo touchdown della stagione, sul ritorno di un punt da 73 yard, contro i Kansas City Chiefs durante la settimana 2. Egli giunse quasi a segnare un secondo touchdown su ritorno ma l'azione fu annullata a causa di una penalità per una trattenuta. Hester si impose anche in attacco, quando ricevette un touchdown da 81 yard da Brian Griese contro i Minnesota Vikings. Egli inoltre ritornò un punt per 89 yard in un touchdown nella stessa gara, persa però dai Bears. Nelle settimane successive, molti avversari degli special team iniziarono a calciare la palla lontano da Hester, contribuendo, secondo Mike Pereira, a un incremento del 132% dei kickoff calciati fuori dai limiti del campo. Rod Marinelli, capo-allenatore dei Detroit Lions, pose molta enfasi sul calciare la palla lontano da Hester dicendo, "calcia la palla nel Lago Michigan e assicurati che affondi."
Prima della gara della settimana 12 contro i Denver Broncos, Todd Sauerbrun dichiarò che avrebbe calciato la palla verso Hester. Hester, che non ritornava un pallone in touchdown da almeno un mese, rispose ritornando un punt e un kickoff per altrettanti touchdown. Keith Olbermann, un commentatore del Sunday Night Football sulla NBC, premiò Sauerbrun con l'ambiguo premio di "Peggior persona nella NFL" per aver calciato la palla verso e Hester ed aver fallito il tentativo di tackle su di lui. I due touchdown consegnarono il record di franchigia dei Bears a Hester per il maggior numero di touchdown segnati su ritorno. Hester concluse la stagione con un toichdown ritornato per 64 yard e un touchdown su ricezione da 55 yard contro i New Orleans Saints. Egli ebbe l'opportunità di lanciare un passaggio ma subì un sack mentre stava per passare a Bernard Berrian.
Hester terminò la stagione con sei calci ritornati in touchdowns, un record NFL. A fine anno si trovò al quarto posto nella classifica di tutti i tempi della lega per somma di touchdown segnati su ritorni da punt e kickoff League dietro Brian Mitchell (13), Eric Metcalf (12) e Dante Hall (12). Inoltre, egli totalizzò 299 yard su venti ricezioni come wide receiver, anche se fu spesso usato come esca per fintare passaggi verso di lui. Le sue giocate in attacco attirarono commenti di vario tipo. Mentre lo staff degli allenatori dei Bears credette che Hester avesse mostrato sufficienti progressi per diventare uno dei migliori ricevitori della squadra nel 2008, Hester fu uso a commettere piccoli errori, come sbagliare traiettoie o lasciarsi sfuggire passaggi dalle mani. Egli ricevette una penalità di 15 yard per essersi aggrappato alla maschera del casco di un avversario per evitare un tackle nella gara contro i Saints, ricevendo una multa di 5.000 dollari. Ciò nondimeno, Hester concluse la stagione con quattro premi di miglior giocatore della settimana, portandosi a sette titoli in carriera, il massimo della franchigia e fu convocato per il Pro Bowel 2008.

#### Stagione 2008
prima dell'inizio della stagione 2008, Hester affermò che non avrebbe preso parte al training camp estivo dei Bears a meno che non gli avessero offerto un nuovo contratto. In seguito egli espresse l'insoddisfazione per la propria situazione contrattuale in un'intervista telefonica col Chicago Tribune, commentando: "Non posso uscire e giocare per 445.000 dollari quest'anno. Andiamo." Adam Schefter teorizzò che i Bears non sapessero se classificare Hester come wide receiver o come specialista dei ritorni. Dopo aver ricevuto un'ammenda di 30.000 dollari per aver saltato i primo due giorni di allenamento, Hester tornò a riunirsi con la squadra. In seguito la squadra gli offrì un'estensione contrattuale quadriennale del valore di 40 milioni di dollari.
Hester saltò la terza gara della stagione a causa di un infortunio alla cartilagine delle costole subito nella gara precedente. Egli ritornò in campo nella settimana 4 contro i Philadelphia Eagles, dove ricevette il primo passaggio da touchdown della stagione. Lovie Smith mise in campo il giocatore per la prima volta come wide receiver titolare la settimana successiva, al posto dell'inofrtunato Brandon Lloyd. Hester ricevette 5 passaggi per 66 yard e un touchdown. La settimana successiva, Hester totalizzò 87 yard distribuite su 6 ricezioni.

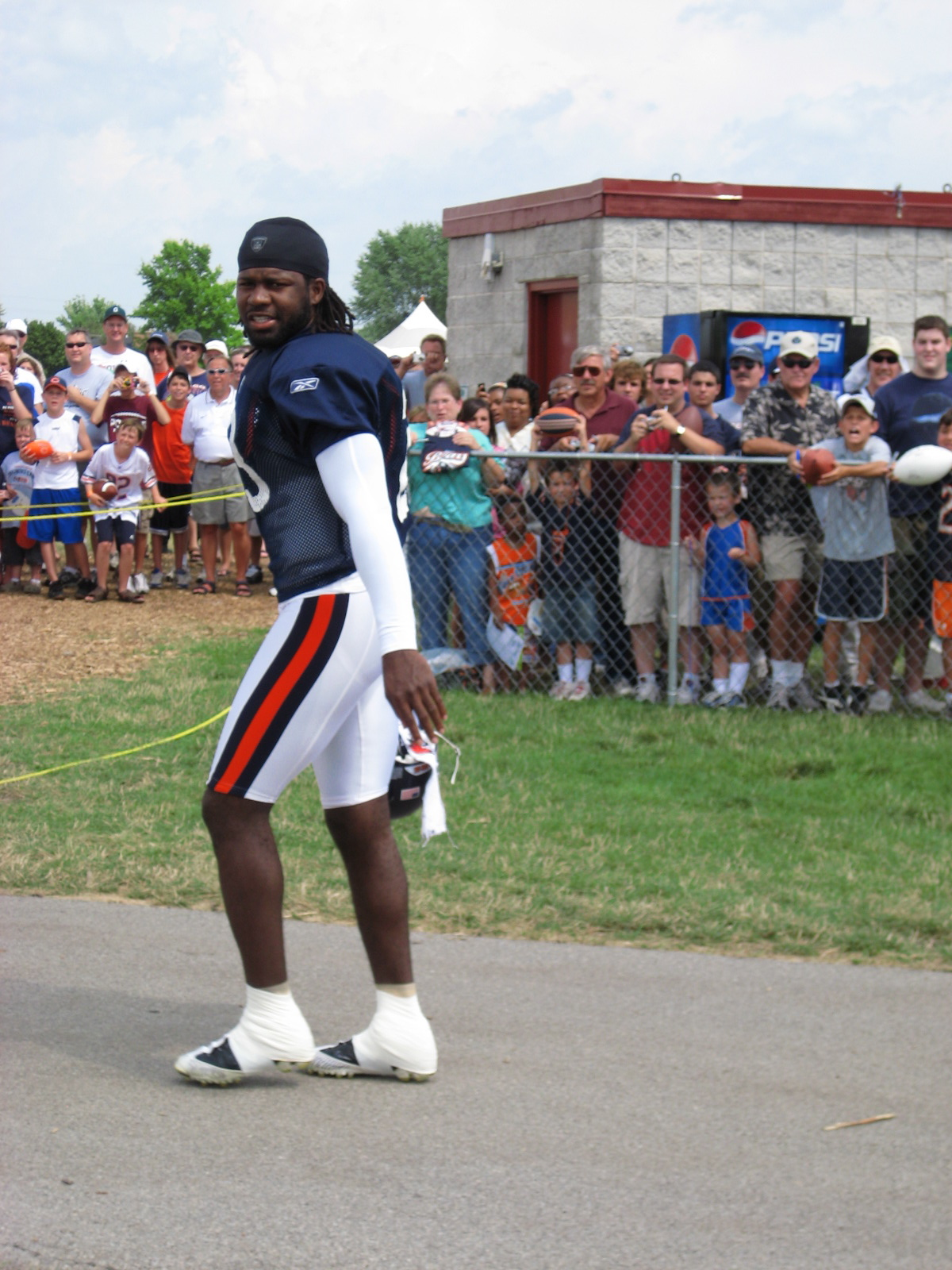
Hester al training camp 2008

Dopo la pausa della settimana 8, Hester ricevette 4 passaggi per 42 yard e corse una volta per 11 yard contro i Detroit Lions. Egli lasciò il suo posto di ritornare sui kickoff a Danieal Manning ma iniziò a giocare più tempo come wide receiver. Tra la settimana 12 e la settimana 15, Hester ricevette 17 passaggi per 250 yard e un touchdown. David Haugh del Chicago Tribune definì Hester come "l'arma più pericolosa (della squadra) nel gioco sui passaggi." Egli concluse la stagione con 51 passaggi, al primo posto della squadra con 665 yard. Diversamente dalle sue due prime stagioni nella NFL, Hester non ritornò alcun touchdown ed ebbe una media di sole 6,2 yard per punt ritornato. Lovie Smith commentò le prestazioni di Hester alla fine della stagione dicendo: "So che sui ritorni è un po' calato quest'anno ma è stato molto sovraccaricato di lavoro. Contiamo di proseguire ad utilizzarlo come ritornatore dei punt e nel frattempo di svilupparlo come ricevitore." Hester fu nuovamente convocato per il Pro Bowl 2009.

#### Stagione 2009
Dopo l'acquisizione di Jay Cutler, Hester divenne di fatto il primo wide receiver della squadra. Nella prima gara della stagione, Hester ricevette sette passaggi da Cutler per 90 yard, compreso un touchdown da 36 yard. Nelle settimane successive, Hester iniziò nei meccanismi di Cutler, totalizzando 634 yard ricevute e 3 touchdown nelle prime 10 gare della stagione. Egli giocò la miglior gara stagionale il 25 ottobre 2009 contro i Cincinnati Bengals, ricevendo otto passaggi per 101 yard e un touchdown. In una gara contro i St. Louis Rams durante la tredicesima settimana della stagione, Hester si infortunò al polpaccio, saltando le successive tre gare. Hester tornò a giocare nell'ultima gara stagionale dei Bears contro i Detroit Lions, ricevendo tre passaggi per 75 yard. Malgrado le tre partite mancate, Hester guidò la squadra con 757 yard ricevute e finendo Greg Olsen in ricezioni. Hester era divenuto famoso per le sue abilità di ritornatore ma i suoi minuti in tale ruolo erano decresciuti sensibilmente dopo la fine della stagione 2007. Egli disse al Chicago Tribune di aver in programma nella pausa tra una stagione e l'altra di allenarsi sia nelle abilità di ricevitore che in quelle di ritornare e di voler rinforzare le gambe per ristabilirsi completamente dall'infortunio al polpaccio occorso in precedenza.

#### Stagione 2010
Durante la off-season, Hester lavorò sulla velocità, privilegiando gli allenamenti sulle corse piuttosto che quelli in sala pesi. Il coordinatore offensivo dei Bears, Mike Martz, diede a Hester l'opportunità di lavorare con Isaac Bruce, che era parte del "Greatest Show on Turf" di Martz, l'attacco dei St. Louis Rams che ottenne grandissimi successi all'inizio degli anni 2000. Bruce allenò Hester sulle traiettorie da seguire nelle corse e sui fondamentali del ruolo di receiver. Hester apparve in tre gare di pre-stagione, dove registrò 5 ricezioni per 64 yard.
Il 19 settembre, Hester ricevette quattro passaggi per 77 yard e una presa ad una mano in touchdown contro i Dallas Cowboys. La settimana, Hester ritornò un punt per 62 yard in touchdown in una gara punto a punto coi Green Bay Packers. Quello fu il suo primo touchdown su ritorno dall'ultima gara della stagione 2007 contro i New Orleans Saints. Il 17 ottobre, Hester ritornò due punt in touchdown, uno da 93 yard e uno da 89 yard, nella sconfitta 23–20 contro i Seattle Seahawks. Con quella prestazione, il giocatore pareggiò il record NFL per somma di punt e kick ritornati in touchdown con Brian Mitchell (13). Nella settimana 10 della stagione regolare, Hester ricevette 4 passaggi per 38 yard e un touchdown da 39 yard contro i Minnesota Vikings. Ad Hester venne riconsegnato il posto da ritornatore dei kickoff e ne ritornò due per 100 yard. Hester. Due settimane dopo, Hester ricevette 3 palloni per 86 yard da Jay Cutler e ritornò un kickoff per 46 yard nella vittoria 31–26 sui Philadelphia Eagles. Il 20 dicembre, nella gara contro i Minnesota Vikings, Hester segnò un touchdown su un passaggio da 15 yard da Jay Cutler. Successivamente, Hester ritornò un punt di Chris Kluwe per 64 yard in un touchdown, superando Brian Mitchell per il record di tutti i tempi della lega. Fu il decimo punt ritornato in touchdown della sua carriera, pareggiando il record di Eric Metcalf.

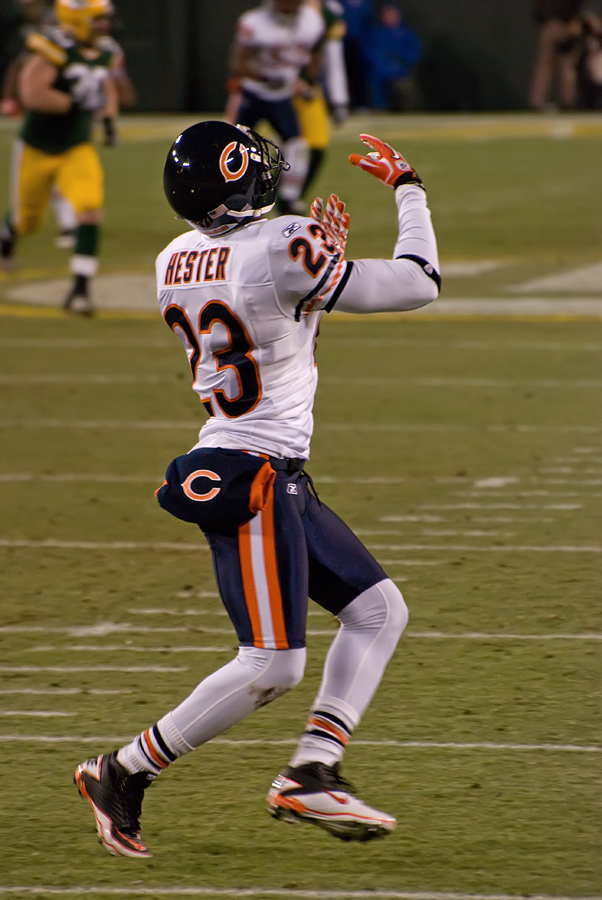
Devin Hester

Hester terminò la stagione con 40 ricezioni per 475 yard e 4 touchdown. Come ritornatore, egli totalizzò 564 yard sui punt, con una media di 17,1 yard per ritorno e 3 touchdown. Hester fu il terzo marcatore della squadra, dietro il running back Matt Forté e kicker Robbie Gould. Le sue prestazioni gli fecero guadagnare due premi come miglior giocatore degli special team della settimana e la convocazione per il Pro Bowl 2011, oltre all'inserimento nella formazione ideale della stagione. Hester fu classificato al 32º posto nella NFL top 100, l'annuale classifica dei migliori 100 giocatori della stagione.

#### Stagione 2011
Il 2 ottobre 2011, Hester divenne il leader solitario di tutti i tempi per i touchdown segnati su ritorno da punt con 11 quando ne ritornò uno da 69 yard contro i Carolina Panthers, sorpassando il record di Eric Metcalf. Il 16 ottobre 2011, Hester ritornò un kickoff per 98 yard in un TD contro i Vikings. Il 13 novembre 2011, Devin Hester ritornò un punt per 82 yard in un altro touchdown contro i Detroit Lions.
Hester giocò solamente cinque partite nella stagione 2011 con 7 ricezioni per 139 yard e un touchdown ma fu comunque inserito nella seconda formazione ideale della stagione All-Pro e classificato al 48º posto nella top 100 dei migliori giocatori della stagione.

#### Stagione 2012
Il 30 aprile 2012, il coordinatore offensivo dei Bears Mike Tice e il general manager Phil Emery annunciarono che il ruolo di ricevitore sarebbe stato ridotto, con Tice che menzionò che Bears avrebbero utilizzato Hester in una serie di giocate chiamate "Hester Package", invece che come ricevitore in ogni singolo down.
Nella settimana 4 i Bears si portarono su un record di 3-1 con la vittoria sui Cowboys nel Monday Night Football in cui Devin segnò il suo primo touchdown su ricezione della stagione. Nel turno successivo Chicago vinse nettamente contro i Jaguars per 41-3 con Hester che ricevette 2 passaggi per 49 yard e ritornò un kickoff per 28 yard. Nella settimana 12, contro i Vikings, Hester subì un infortunio che lo tenne fuori dal campo per il resto della partita.

#### Stagione 2013
Dopo aver contemplato anche il ritiro alla fine della stagione precedente, all'alba della stagione 2013, Hester e il nuovo allenatore dei Bears Marc Trestman decisero di porre fine ai suoi giorni come ricevitore e di concentrarsi solamente sul lavoro negli special team. Nella settimana 7 contro i Washington Redskins, Hester tornò a ritornare un punt in touchdown per la prima volta dall'autunno 2011, pareggiando il record NFL del suo mentore Deion Sanders con il 19º ritorno complessivo in TD.

### Atlanta Falcons

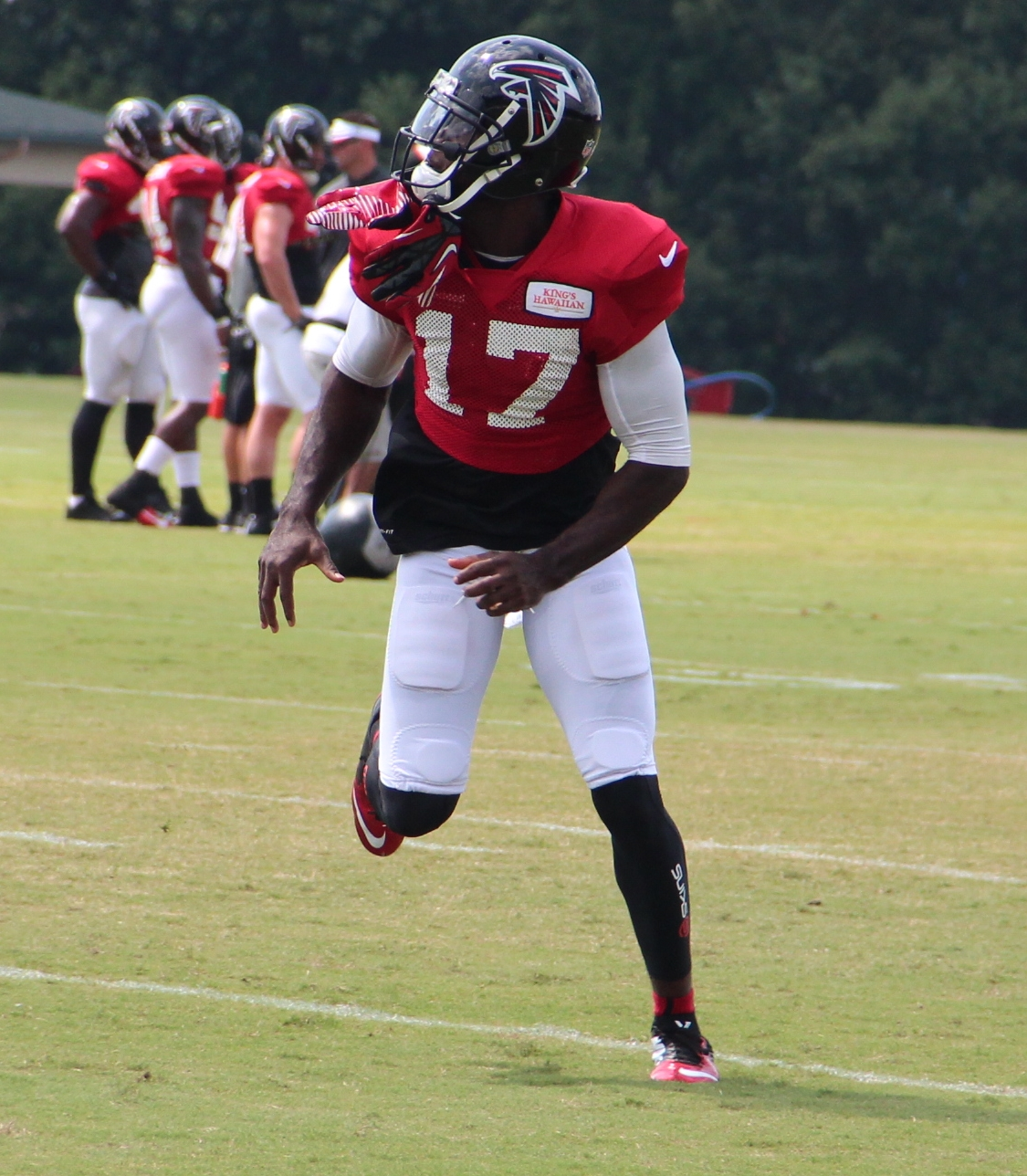
Hester nel training camp 2014.

Il 20 marzo 2014, Hester firmò un contratto triennale con gli Atlanta Falcons. Dopo non avere ricevuto alcun passaggio nell'ultima stagione coi Bears, ne ricevette 5 per 99 yard (a due sole yard dal proprio primato personale) da Matt Ryan nella vittoria della settimana 1 ai supplementari contro i Saints. La rinascita di Hester proseguì nella settimana 3 contro i Buccaneers quando segnò un touchdown dopo una corsa da venti yard ma soprattutto segnò il suo ventesimo touchdown totale su ritorno, battendo il record NFL di Deion Sanders fermo a quota 19. Nella stessa gara forzò e recuperò anche un fumble. La settimana successiva segnò un altro touchdown, il suo primo su ricezione coi Falcons. Il secondo lo fece registrare nella settimana 15 contro gli Steelers, in una gara in cui ricevette 5 passaggi per 85 yard. Il 23 dicembre fu convocato per il quarto Pro Bowl in carriera come punt returner.

### Baltimore Ravens
Il 4 settembre 2016, Hester firmò un contratto di un anno con i Baltimore Ravens. Disputò 12 gare con la squadra, esclusivamente negli special team, ritornando 466 yard da punt e 180 da kickoff. Fu svincolato il 13 dicembre 2016.

### Seattle Seahawks
Il 3 gennaio 2017, Hester firmò con i Seattle Seahawks per sostituire l'infortunato kick returner Tyler Lockett nei playoff. Con essi disputò le ultime due gare della carrieraː contro i Detroit Lions nel wild card round e contro i Falcons nel divisional round in cui ritornò cinque calci per 194 yard. Seattle fu eliminata da Atlanta ed Hester annunciò il proprio ritiro dal football professionistico al termine della gara.

## Palmarès

### Franchigia
- National Football Conference Championship: 1

Chicago Bears: 2006

### Individuale
- Convocazioni al Pro Bowl: 4

2006, 2007, 2010, 2014
- All-Pro: 4

2006, 2007, 2010, 2011
- Giocatore degli special team dell'anno: 3

2006, 2007, 2010
- Giocatore degli special team della NFC della settimana: 13
- PFWA All-Rookie Team - 2006
- Formazione ideale della NFL degli anni 2000
- Formazione ideale della NFL degli anni 2010
- Formazione ideale del 100º anniversario della National Football League
- Pro Football Hall of Fame (classe del 2024)

## Statistiche
| Statistiche in carriera | Statistiche in carriera | Statistiche in carriera | Ricezioni | Ricezioni | Ricezioni | Ricezioni | Ricezioni | Ricezioni | Ricezioni | Ricezioni | Ritorni su kickoff | Ritorni su kickoff | Ritorni su kickoff | Ritorni su kickoff | Ritorni su kickoff | Ritorni su punt | Ritorni su punt | Ritorni su punt | Ritorni su punt | Ritorni su punt | Fumble | Fumble | Altro |
| Anno                    | Squadra                 | P                       | Ric       | Yard      | Y/P       | Media     | Max       | YAC       | 1ºD       | TD        | RK                 | Yard               | Media              | Max                | TD                 | RP              | Yard            | Media           | Max             | TD              | Fum    | Persi  | TD    |
| ----------------------- | ----------------------- | ----------------------- | --------- | --------- | --------- | --------- | --------- | --------- | --------- | --------- | ------------------ | ------------------ | ------------------ | ------------------ | ------------------ | --------------- | --------------- | --------------- | --------------- | --------------- | ------ | ------ | ----- |
| 2006                    | Chicago Bears           | 16                      | 0         | 0         | 0.0       | 0.0       | 0         | 0.0       | 0         | 0         | 20                 | 528                | 26.4               | 96                 | 2                  | 47              | 600             | 12.8            | 84              | 3               | 8      | 2      | 1*    |
| 2007                    | Chicago Bears           | 16                      | 20        | 299       | 18.7      | 15.0      | 81        | 7.0       | 11        | 2         | 43                 | 934                | 21.7               | 97                 | 2                  | 42              | 651             | 15.5            | 89              | 4               | 7      | 1      | 0     |
| 2008                    | Chicago Bears           | 15                      | 51        | 665       | 44.3      | 13.0      | 65        | 4.2       | 29        | 3         | 31                 | 679                | 21.9               | 51                 | 0                  | 32              | 198             | 6.2             | 25              | 0               | 5      | 2      | 0     |
| 2009                    | Chicago Bears           | 13                      | 57        | 757       | 58.2      | 13.3      | 48        | 4.7       | 34        | 3         | 7                  | 156                | 22.3               | 44                 | 0                  | 24              | 187             | 7.8             | 33              | 0               | 3      | 1      | 0     |
| 2010                    | Chicago Bears           | 16                      | 40        | 475       | 29.7      | 11.9      | 39        | 5.8       | 23        | 4         | 12                 | 427                | 35.6               | 79                 | 0                  | 33              | 564             | 17.1            | 89              | 3               | 0      | 0      | 0     |
| 2011                    | Chicago Bears           | 5                       | 7         | 139       | 46.3      | 19.9      | 53        | 15.9      | 3         | 1         | 14                 | 124                | 20.7               | 98                 | 1                  | 6               | 100             | 10.3            | 82              | 2               | 0      | 0      | 0     |
| 2012                    | Chicago Bears           | 15                      | 23        | 242       | 16.1      | 10.5      | 39        | 5         | 9         | 1         | 24                 | 621                | 25.9               | 40                 | 0                  | 40              | 331             | 8.3             | 44              | 0               | 1      | 0      | 0     |
| 2013                    | Chicago Bears           | 16                      | 0         | 0         | 0.0       | 0.0       | 0         | 0.0       | 0         | 0         | 52                 | 1,442              | 27.7               | 80                 | 0                  | 18              | 256             | 14.2            | 81T             | 1               | 5      | 1      | 0     |
| Carriera                | Carriera                | 123                     | 217       | 2,807     | 22.8      | 12.9      | 81        | 5.2       | 121       | 14        | 222                | 5,510              | 24.8               | 98                 | 5                  | 264             | 3,241           | 12.3            | 89              | 13              | 34     | 7      | 1     |

*Hester ritornò un field goal mancato da Jay Feely per 108 yard in un touchdown in una gara contro i Giants.